# Henri Pastoureau
Pour les articles homonymes, voir Pastoureau.
Henri Pastoureau, né le 26 août 1912 à Alençon dans l'Orne et mort le 17 avril 1996 à Saint-Pierre-des-Nids dans la Mayenne, est un homme de lettres français. 

## Biographie
Né le 26 août 1912 à Alençon, Henri Pastoureau est le fils d'un entrepreneur, exploitant de granit. Époux d'Hélène Level, il est le père du médiéviste et historien de l'héraldique et des couleurs Michel Pastoureau (1947).
Il grandit durant la Première Guerre mondiale chez ses grands-parents à Saint-Céneri puis part faire ses études à Paris où il rencontre Louis Aragon. Proche du mouvement surréaliste et d'André Breton, il a produit une œuvre littéraire personnelle inspirée par l'idéal esthétique de ce groupe.
Il meurt le 17 avril 1996 et est inhumé avec son épouse dans le cimetière de Saint-Céneri.

## Œuvre
- Le Corps trop grand pour un cercueil, 1936.
- Cri de la méduse, avec des dessins d'Yves Tanguy, 1937.
- La rose n'est pas une rose, 1943.
- La Blessure de l'homme, 1946.
- Entre vos lèvres pures, 1964.
- Le Cycle de Berlin, 1988.